# Herb powiatu świebodzińskiego
Herb powiatu świebodzińskiego – jeden z symboli powiatu świebodzińskiego, ustanowiony 15 lipca 1999.

## Wygląd i symbolika
Herb przedstawia na tarczy czwórdzielnej w krzyż w polu pierwszym czerwonym Orła Białego (herb Piastów wielkopolskich), w polu drugim złotym czarnego orła ze srebrną przepaską w kształcie półksiężyca (herb Piastów dolnośląskich), w polu trzecim złotym czerwony znak w kształcie dwóch połączonych cyfr dziewięć (herb opactwa cysterskiego w Paradyżu), natomiast w polu czwartym czerwonym krzyż maltański srebrny (herb joannitów).